# بيع مواصفة
بيع المواصفة هو أن يبيع التاجر الشيء بصفته وليس عنده ثم يحصله ويدفعه للمشتري.